# میدان آذری-چراغ-گونشلی
میدان آذری-چراغ-گونشلی، (به ترکی آذربایجانی: Azəri-Çıraq-Günəşli) از میادین نفتی حوضه دریای خزر است، که در فاصله ۱۲۰ کیلومتری از ساحل جمهوری آذربایجان مستقر می‌باشد.
میدان آذری-چراغ-گونشلی در سال ۱۹۸۵ کشف شد. میزان ذخیره درجای نفت خام این میدان بالغ بر ۵ میلیارد بشکه برآورد می‌شود. میدان آذری-چراغ-گونشلی همچنین دارای تولید گاز طبیعی معادل ۱۰ میلیون مترمکعب در روز می‌باشد. ظرفیت تولید نفت خام میدان آذری-چراغ به‌طور میانگین معادل ۷۱۰ هزار بشکه در روز اعلام شده است.
میدان آذری-چراغ-گونشلی متعلق به کنسرسیومی به رهبری بی‌پی می‌باشد، که از شرکت‌های شورون، سوکار، اینپکس، استات اویل، اکسان‌موبیل، شرکت نفت ترکیه، دوان انرژی، ایتاچو و شرکت نفت و گاز طبیعی تشکیل شده است.